# (3163) Randi
(3163) Randi est un astéroïde de la ceinture principale découvert le 28 août 1981, par l'astronome Charles T. Kowal à l'observatoire Palomar. Il est également catégorisé comme aréocroiseur.
Son nom provient du magicien et sceptique américain James Randi.